# Hanging On by a Thread Sessions Vol. 1
Hanging On by a Thread Sessions Vol. 1 é o segundo EP da banda The Letter Black.

## Faixas
| Disco 1 |                                            |         |  |
| N.º     | Título                                     | Duração |  |
| 1.      | "Fire with Fire"                           | 3:06    |  |
| 2.      | "Fire with Fire (N.Y.C. Amyl Nitrate Mix)" | 3:15    |  |
| 3.      | "Useless Alibis"                           | 3:04    |  |
| 4.      | "While You're Away"                        | 4:45    |  |
| 5.      | "Collapse"                                 | 3:59    |  |

| Disco 2 |                         |         |  |
| N.º     | Título                  | Duração |  |
| 1.      | "Video: Fire with Fire" | 3:07    |  |